# Particularismo muticultural
Particularismo multicultural é a crença de que uma cultura comum para todas as pessoas é indesejável ou impossível. Nas discussões sobre o multiculturalismo, o historiador e educador Diane Ravitch estabelece uma distinção entre o que ela chama de variedades "pluralista" e "particularista" . Outros escritores, muitas vezes borram ou ignoram essa distinção; muitas vezes é difícil discernir se a defesa da "diversidade" ou "multiculturalismo" destina-se a promover o particularismo ou não. Em alguns setores, até mesmo levantar a questão é tabu.
Em um longo ensaio sobre o multiculturalismo na educação Americana, Ravitch elogia a inclusão do pluralismo multicultural, enquanto condena o que ela descreve como vários defeitos e falhas do particularismo multicultural.